# غويليرمو أرياغا
جويليرمو أرياجا (بالإسبانية: Guillermo Arriaga Jordán) (و. 1958  م) هو كاتب، وكاتب سيناريو، ومخرج أفلام، وأستاذ جامعي مكسيكي، ولد في مدينة مكسيكو.

## التعليم
تعلم في الجامعة الإيبيرية الأمريكية ‏.

## جوائز وترشيحات
حصل على جوائز منها:
جوائز
- جائزة أفضل سيناريو (مهرجان كان) (2005)

ترشيحات
- جائزة الأوسكار لأفضل كتابة، عن عمل: بابل

ترشح لـ:
- جائزة الأوسكار لأفضل كتابة "سيناريو أصلي"، عن عمل: بابل.

## وصلات خارجية
- غويليرمو أرياغا على موقع IMDb (الإنجليزية)
- غويليرمو أرياغا على موقع مونزينجر (الألمانية)
- غويليرمو أرياغا على موقع قاعدة بيانات الأفلام العربية
- غويليرمو أرياغا على موقع ألو سيني (الفرنسية)
- غويليرمو أرياغا على موقع أول موفي (الإنجليزية)
- غويليرمو أرياغا على موقع بوكس أوفيس موجو (الإنجليزية)
- غويليرمو أرياغا على موقع قاعدة بيانات الأفلام السويدية (السويدية)
- غويليرمو أرياغا على موقع قاعدة بيانات الفيلم (الإنجليزية)
- غويليرمو أرياغا على موقع كينوبويسك (الروسية)